# Oreocnide serrulata
Oreocnide serrulata là loài thực vật có hoa trong họ Tầm ma. Loài này được C.J. Chen mô tả khoa học đầu tiên năm 1983.